# Hypenagonia cyanospila
Hypenagonia cyanospila là một loài bướm đêm trong họ Erebidae.